# Nesophontes paramicrus
Nesophontes paramicrus är en utdöd däggdjursart som beskrevs av Miller 1929. Nesophontes paramicrus ingår i släktet Nesophontes och familjen Nesophontidae. IUCN kategoriserar arten globalt som utdöd. Inga underarter finns listade i Catalogue of Life.
Arten levde i Haiti. Den är för vetenskapen bara känd från upphittade kvarlevor och från ugglornas spybollar. Skelett påträffades tillsammans med rester från råttor och möss. Därför antas att arten dog ut kort efter européernas ankomst i Västindien. Antagligen klarade den inte konkurrensen från introducerade djur och dessutom försvann större skogsområden på grund av anlagda bränder.